# 尾道新聞
尾道新聞（おのみちしんぶん）は尾道新聞社の発行する広島県尾道市の地方紙である。基本的に日刊であるが、月曜日及び祝日の次の日は休刊である。2019年創刊の新しい新聞である。

## 概要
ダブロイド版4ページで構成される。「尾道市民に親しまれ、愛される新聞に」をモットーとしている。一部はカラー刷り。販売エリアは御調・向島・因島・瀬戸田を含む尾道市全域。取材エリアも同様。ただし、販売エリアに関しては尾道市外でも郵送で可能（別途送料が必要）。年間広告、死亡広告も募集している。

## 沿革
- 2018年12月13日に株式会社尾道新聞社が創立。[2]
- 2019年1月12日に尾道市内全世帯にモデル新聞を配布。[2]
- 2019年2月1日創刊。[3]
- 2019年4月19日通巻50号。[4]
- 2019年6月4日通巻100号。[5]
- 2019年10月16日通巻200号。[6]
- 2020年10月18日通巻500号。[7]

## 発行者
尾道新聞社
- 〒722-0035
- 尾道市土堂2丁目10-3　尾道商工会議所ビル3階9号[8]
- 編集長‐半田元成(はんだもとなり）[9]